# Paul II Anton Esterházy
Pour l’article homonyme, voir Paul II (homonymie).
Le prince Paul II Anton Esterházy de Galántha (Herceg Esterházy Pál Antal), né le 22 avril 1711 à Eisenstadt et mort le 18 mars 1762 à Vienne, était un Reichsgeneralfeldmarschall hongrois du Saint-Empire romain germanique.

## Biographie
Paul II Anton a étudié à Vienne et Leyde et a montré un fort intérêt pour la culture. Comme tous les Esterházy, il soutient en 1741 le « roi de Hongrie » Marie-Thérèse, héritière  de la maison de Habsbourg au cours de la guerre de Succession d'Autriche. En 1747, après de nombreux succès sur les champs de bataille, le prince est nommé Reichsgeneralfeldmarschall (Generalfeldmarschall du Saint-Empire) et envoyé comme ambassadeur impérial à Naples de 1750 à 1753.
À partir de 1756, il combat en tant que général de cavalerie mais se retire du service militaire en 1758. Il s'intéresse dès lors aux affaires humanitaires et culturelles, comme la réorganisation de l'orchestre de la cour pour laquelle il engage Joseph Haydn en tant que vice-maître de chapelle.
En 1762, il meurt sans laisser de descendance. Son frère Nicolas Ier est son successeur au titre de prince d'Esterházy.